# Statistiques ethniques au Royaume-Uni
Les statistiques ethniques au Royaume-Uni montrent la répartition et l'évolution des ethnies résidant au Royaume-Uni. Des migrations intermittentes en provenance du nord de l'Europe se produisent depuis des millénaires, d'autres groupes tels que les Juifs britanniques sont également établis depuis longtemps.
Depuis la Seconde Guerre mondiale, une immigration importante en provenance notamment du Commonwealth, de l'Europe et du reste du monde a modifié la démographie de nombreuses villes du Royaume-Uni. Les Britanniques autochtones représentent, depuis 2011, moins de la moitié des Londoniens. Selon un article de presse de 2010, moins d'un habitant du pays sur deux serait un Blanc d'origine britannique en 2066 environ.
Les statistiques ethniques ont été introduites dans les recensements de la population suivant le modèle américain en 1991.

## Historique et évolution
Les Britanniques autochtones sont issus des diverses ethnies qui se sont installées sur les îles britanniques depuis le dernier âge glaciaire jusqu'au XIe siècle. Parmi ces peuples, on trouve les pré-celtes, les celtophones, les romains, les anglo-saxons, les nordiques et les normands. Une analyse génétique récente a suggéré que la majorité des ancêtres traçables de la population britannique moderne est arrivée entre 15 000 et 7 600 ans et que les Britanniques partagent largement une ascendance commune avec les Basques, bien qu'il n'y ait pas de consensus parmi les généticiens.
Les premiers Juifs de Grande-Bretagne sont arrivés en Angleterre en 1070 avec le roi Guillaume le Conquérant. La présence de peuples Roms en Grande-Bretagne est documentée depuis le XVIe siècle. Le Royaume-Uni a une histoire d'immigration non européenne à petite échelle, Liverpool regroupant la plus ancienne communauté noire britannique, remontant au moins aux années 1730, à l'époque de la traite des esclaves africains et la plus ancienne communauté chinoise d'Europe, datant de l'arrivée des marins chinois au XIXe siècle.
Depuis 1948, une immigration substantielle en provenance d'Afrique, des Antilles et du sous-continent indien est un héritage des liens forgés par l'empire britannique. L'immigration en provenance des nouveaux États membres de l'UE en Europe centrale et orientale depuis 2004 s'est traduite par une croissance de ces groupes de population.
Le sociologue Steven Vertovec affirme qu'alors que « la population immigrée et les minorités ethniques de Grande-Bretagne étaient classiquement caractérisées par de grandes communautés de citoyens afro-caribéens et sud-asiatiques bien organisées originaires de pays du Commonwealth ou de territoires autrefois coloniaux », plus récemment le niveau de diversité de la population a considérablement augmenté, en raison de « l'augmentation du nombre d'immigrants nouveaux, de taille réduite, dispersés, d'origine multiple, liés de manière transnationale, différenciés sur le plan socio-économique et stratifiés légalement ». Il appelle ce phénomène la « superdiversité ».

## Population par ethnie

Carte illustrant le pourcentage de la population non blanche selon le recensement de 2011.

Selon les estimations les plus récentes de l’Office for National Statistics (ONS) basées sur les chiffres de l’enquête démographique de 2019, les personnes issues de minorités ethniques représentent 14,4% de la population du Royaume-Uni (16,1% pour l’Angleterre, 5,9% pour le Pays de Galles, 5,4% pour l’Ecosse et 2,2% pour l’Irlande du Nord).
| Groupe ethnique          | 2001       | 2001    | 2011       | 2011    | 2021       | 2021    |
| Groupe ethnique          | Nombre     | %       | Nombre     | %       | Nombre     | %       |
| ------------------------ | ---------- | ------- | ---------- | ------- | ---------- | ------- |
| Blancs                   | 54 153 898 | 92,12%  | 55 073 552 | 87,17%  | 55 588 703 | 83,04%  |
| Asiatiques : total       | 2 578 826  | 4,39%   | 4 373 339  | 6,92%   | 5 753 647  | 8,60%   |
| Asiatiques : Indiens     | 1 053 411  | 1,79%   | 1 451 862  | 2,30%   | 1 927 148  | 2,88%   |
| Asiatiques : Pakistanais | 747 285    | 1.27%   | 1 173 892  | 1,86%   | 1 662 289  | 2,48%   |
| Asiatiques : Bangladeshi | 283 063    | 0,48%   | 451 529    | 0,71%   | 651 815    | 0.97%   |
| Asiatiques : Chinois     | 247 403    | 0,42%   | 433 150    | 0,69%   | 502 189    | 0,75%   |
| Asiatiques : autres      | 247 664    | 0,42%   | 861 815    | 1,36%   | 1 010 206  | 1,51%   |
| Noirs                    | 1 148 738  | 1,95%   | 1 904 684  | 3,01%   | 2 478 941  | 3,70%   |
| Métis                    | 677 117    | 1,15%   | 1 250 229  | 1,98%   | 1 793 260  | 2,68%   |
| Autres                   | 230 615    | 0,39%   | 580 374    | 0,92%   | 1326010    | 1,98%   |
| Total                    | 58 789 194 | 100,00% | 63 182 178 | 100,00% | 66 940 561 | 100,00% |

## Accroissement de la population
En Angleterre (et uniquement pour cette partie du Royaume-Uni), entre 2001 et 2003, la population a crû de +480 000 personnes. Cette croissance est principalement due à l'immigration en provenance des autres nations constitutives britanniques ou de l'étranger, puisque le solde naturel était de +71 500 (c'est-à-dire qu'il y eut 71 500 naissances de plus que de décès). Une étude de l’Office for National Statistics permet de détailler le solde naturel par ethnie entre 2001 et 2003.
Le solde naturel des personnes appartenant au groupe ethnique du sous-continent indien est de +28 600, soit 40 % du total de l’Angleterre. L'augmentation la plus forte est celle des Pakistanais, grâce notamment à leur fécondité élevée, suivis des Indiens à la fécondité plus basse et des Bangladais.
Le solde des personnes « mélangées » (métis) est de +24 000, soit 33% du total, en raison d'une pyramide des âges assez jeune.
La contribution des autres catégories ethniques est moindre. Le solde naturel des « Blancs Britanniques » est nul, leur nombre de décès étant équivalent au nombre de naissances. Les autres groupes de « Blancs » non britanniques ont un solde naturel négatif. Le solde naturel des Chinois et autres Asiatiques de l'Est est faible en raison d'une fécondité très basse. Les « Noirs Africains » ont un solde naturel relativement important lié à une fécondité haute et à une population assez jeune contrairement aux « Noirs des caraïbes » dont la fécondité est plus faible et l'exogamie importante.
En 2011 le taux de fécondité par minorité ethnique avec une représentation démographique importante dans le pays était le suivant : 4.2 pour les Somaliens, 3.8 pour les Pakistanais, 3.3 pour les Nigérians et les Bangladeshis, 2.4 pour les Indiens et 2.1 pour les Polonais, le chiffre moyen pour les étrangers étant de 2.1.

## Minorités nationales
Le gouvernement britannique reconnaît les peuples écossais, gallois, irlandais et cornique en tant que minorités nationales en vertu de la Convention-cadre pour la protection des minorités nationales du Conseil de l'Europe, que le Royaume-Uni a signée en 1995 et ratifiée en 1998.

## Statistiques criminelles
|                       | pourcentage de la population carcérale 31 mars 2019 | Pourcentage de la population totale en 2011 |
| --------------------- | --------------------------------------------------- | ------------------------------------------- |
| Asiatique             | 8 %                                                 | 7,5 %                                       |
| Noir                  | 13 %                                                | 3,3 %                                       |
| Mixte                 | 5 %                                                 | 2,2 %                                       |
| Autre groupe ethnique | 2 %                                                 | 1 %                                         |
| Blanc                 | 73 %                                                | 86 %                                        |
| Non précisé           | 0 %                                                 |                                             |

## Voir également
- Statistiques ethniques en France
- Statistiques ethniques aux Pays-Bas
- Race (recensement des États-Unis)
- Britanniques
- Démographie du Royaume-Uni
- Langues au Royaume-Uni
- Statistiques ethniques à Londres (en)